# Hybauchenidium cymbadentatum
Hybauchenidium cymbadentatum là một loài nhện trong họ Linyphiidae.
Loài này thuộc chi Hybauchenidium. Hybauchenidium cymbadentatum được miêu tả năm 1935 bởi Crosby & Bishop.